# Haruspex

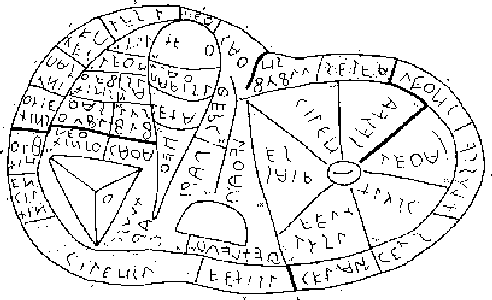
Bronzový etruský model ovčích jater k věstění, nalezený v Piacenze

Haruspex (z latinského haruspex, pl. haruspikové, pod vlivem čehož se někdy uvádí i singulárový tvar haruspik, lat. pl. haruspices) bylo označení pro etruské a později starořímské kněze, kteří se věnovali předpovídání budoucnosti mj. ze zkoumání změn ve vnitřnostech obětovaných zvířat, hlavně jater. Tento způsob věštění se nazývá haruspicie či též hepatoskopie, hepatomancie, nebo i drobopravectví. Věštili také z předmětů zasažených bleskem a ze zrůd.
V etruské tradici pokračovali kněží římští – ti byli na konci období římské republiky sjednoceni do státem placeného řádu, v jehož čele stál haruspex maximus.
Přestože je již od 1. století př. n. l. někteří vzdělanci měli za podvodníky, jako státní znalci a proroci byli váženi až do konce 4. století n. l.